# 孫正華
孫正華（1975年—），台灣節目主持人、製作人，本名局荊蘭，出生於台北。輔仁大學織品系（行銷組）畢業。

## 經歷
1998年起主持藝術、時尚、設計等節目，並在國際間採訪數百位設計師及創意人，並擔任《是我》雜誌副總編輯、《ET TODAT摩登玩家》廣播節目主持人、《東西》雜誌創意總監。

## 主持
曾主持的節目有：
- 年代電視台《流行追蹤》
- 年代電視台《風格時代》
- 年代新聞台《FASHION NEWS》
- TVBS-G《流行前線》
- 年代電視台 風格玩家

## 外部連結
- 風格時代Youtube